# دوري السوبر الأوغندي 1984
دوري السوبر الأوغندي 1984 (بالإنجليزية: 1984 Uganda Super League)‏ هو موسم من دوري السوبر الأوغندي. أشرف على تنظيمه اتحاد أوغندا لكرة القدم، وكان عدد الأندية المشاركة فيه 16، وفاز فيه نادي ناكيفوبو فيلا.